# Бруни, Антонио Бартоломео
Антонио Бартоломео Бруни (итал. Antonio Bartolomeo Bruni; 28 января 1757 года, Кунео, королевство Сардиния — 6 августа 1821 года, там же) — итальянский композитор, дирижёр и скрипач.

## Биография
Антонио Бартоломео Бруни родился в Кунео, в королевстве Сардинии в 1751 году (по данным некоторых источников 2 февраля 1759 года). Начальное музыкальное образование получил в Пьемонте. Обучался игре на скрипке в Турине у Гаэтано Пуньяни и композиции в Новаре у маэстро Спецьяни. В 1780 году переехал в Париж, где 25 мая с успехом выступил в «Консерт Спиритуэль», получив признание как виртуозный игрок на скрипке и композитор сочинений для скрипки и струнных инструментов. В 1782 году в Париже в издательстве Байон вышел первый сборник его инструментальных композиций, включавший «6 дуэтов для 2 скрипок». 19 января 1786 года в театре де Итальен в Фонтенбло состоялась премьера его первой оперы «Корадин» (фр. Coradin). В следующем году он написал несколько квартетов и оперу «Селестина» (фр. Célestine), которая была поставлена 15 октября 1787 года в Театре де Итальен. В это время Антонио Бартоломео Бруни был клавесинистом в Комеди Итальен, сотрудничал с Джузеппе Камбини и журналом Журналь де виолен, издававшимся в Париже. В 1789 году по приглашению Джованни Баттисты Виотти присоединился к оркестру театра де Месье в Тюильри в качестве первой скрипки. Но через несколько месяцев и после очень короткого периода, во время которого он также дирижировал оркестром, отошёл от музицирования, посвятив всё своё время написанию музыки.
24 сентября 1792 года на сцене театра на рю Фейдо состоялась премьера первой оперы-буфф композитора «Солдат удачи, или Двое военных» (фр. L ' officier de fortune ou les deux militaires). Антонио Бартоломео Бруни поддержал Великую Французскую революцию, и в январе 1794 года он был назначен членом временной комиссии, отвечающий за искусство. Ему было поручено провести инвентаризацию произведений музыки и музыкальных инструментов, некогда принадлежавших аристократам и конфискованные Директорией.
Собранный им материал был настолько богат, что Комитет народного просвещения постановил 3 августа 1795 года сформировать Национальную библиотеку Консерватории. 16 августа 1795 года композитор закончил свои служебные обязанности. Он продолжал работать в качестве куратора национального хранилища музыки и инструментов на рю Бержер. 6 марта 1794 года в театре на рю Фейдо была поставлена его новая опера-буфф «Клодина, или Маленькая торговка» (фр. Claudine ou la petite commissionnaire). 8 июня того же года участвовал в написании гимна «Могущественный Боже» (фр. O Dieu puissant) Верховному существу (фр. Etre Suprême), первое исполнение которого хором слепых детей состоялась в присутствии Максимиллиана Робеспьера.
С 1795 по 1801 год им были написаны оперы для театра на Рю Фейдо — в 1795 году «Тоберн, или Шведский грешник» (фр. Toberne ou le pécheur suédois), в 1796 году «Мусорщики» (фр. Les Sabotiers), в 1797 году «Майор Палмер» (фр. Le major Palmer) и в 1801 году «Добрая сестра» (фр. La Bonne Soeur). Его сочинения для скрипки уже при жизни автора были признаны классическими и включены во все антологии сочинений для скрипки.
С 1799 по 1801 год дирижировал оркестром Опера-Комик. Он жил в Париж до конца 1805 года. В 1806 году поселился в Пасси, и в том же году вернулся на родину в Кунео. В Италии композитор подарил супруге, Марии Антонии Дзуккони, виллу «Ла Маньина», недалеко от Кунео. В 1814 году Антонио Бартоломео Бруни вернулся в Париж и 8 декабря поставил на сцене театра на Рю Фейдо оперу «Царствование на полдня» (фр. Le règne de douze heures). 7 декабря 1815 года им была поставлена последняя опера «Брак по расчету, или Немецкие господа» (фр. Le mariage par commission ou Le seigneur allemand).
При Реставрации Бурбонов положение композитора во Франции изменилось, и в 1816 году он был вынужден вернуться в Кунео, навсегда оставив Париж. Им был написан учебник «Метод игры на альте, содержащий принципы игры на этом инструменте» (фр. Méthode pour l’Alto-viola contenant les principes de cet instrument). Композитор сочинил и включил в него 25 этюдов. Одним из его последних сочинений стала кантата в честь посещения Кунео Витторио Эмануэле I, королём Сардинии.
Антонио Бартоломео Бруни умер на своей вилле «Ла Маньина», недалеко от Кунео, в ночь с 5 на 6 августа 1821 года.

## Творческое наследие
Творческое наследие композитора включает 20 опер и около 200 сочинений камерной музыки, в том числе струнные квартеты, трио, дуэты, скрипичные сонаты, этюды.
- Метод для альт с последующими 25 этюды
- 6 концертных трио для 2 скрипок и альта или виолончели, соч. 1
- 6 струнных трио, соч. 2
- 6 дуэтов для скрипки и альта, соч. 4
- 6 струнных трио, соч. 4
- 6 дуэтов для скрипки и альта, соч. 25
- 6 дуэтов, соч. 34
- 6 струнных трио, соч. 34
- 6 трио для 2 скрипок и альта, соч. 36
- 6 концертных дуэтов для 2 альтов,
- 6 квартетов для 2 скрипок, альта и баса
- 6 струнных квартетов

### Опер
- «Корадин» (1786)
- «Солдат удачи, или Двое военных» (1786)
- «Клодина, или Маленькая торговка» (1794)
- «Торбен, или Шведский грешник» (1795)
- «Мусорщики» (1796)
- «Майор Палмер» (1797)
- «Добрая сестра» (1801)
- «Царствование на полдня» (1814)
- «Брак по расчёту, или Немецкие господа» (1815)

## Дискография
- Шесть сонат для альта op.27 (Dynamic 1997 - S2005)[2]
- Шесть концертов для дуэта для скрипки и альта (L'Orfeo Ensemble Di Spoleto - Mondo Musica 1999)[3]
- 6 концертных дуэтов, книга 4 (Наталья Ломейко, Юрий Жислин - Naxos 2011)[4]
- 25 этюдов для альта (мировая премьера записи) - Марко Мишанья, альта (MM12, 2024)[5]